# Корвети проєкту 1124
Корвети проєкту 1124 — у Військово-Морських Силах України багатоцільові кораблі прибережної дії — малі протичовнові і прикордонні сторожові кораблі різних модифікацій проєкту 1124 (шифр «Альбатрос», англ. Grisha class corvette за класифікацією НАТО).

## Загальні відомості
Кораблі проєкту 1124 вважаються найвдалішими малими протичовновими кораблями другого покоління. Згідно з проєктом, вони призначалися для протидії підводним човнам противника в ближній зоні військово-морських баз, портів, рейдів і пунктів розосередженої стоянки кораблів, на шляхах розгортання сил військово-морського флоту для несення протичовнового дозору і охорони кораблів і суден на переході морем
.
Поява класу малих протичовнових кораблів у радянському Військово-Морському Флоті стала логічним розвитком проєкту катерів охорони водного району. Ці бойові кораблі, які мають достатню мореходність, дальність плавання, високу швидкість, сильне протиповітряне і протичовнове озброєння стали справжніми «робочими конячками» надводного флоту СРСР.
Малі протичовнові кораблі проєкту 1124 виявилися наймасовішими і дуже вдалими представниками свого класу. У проєкті «Альбатрос» втілилися всі найкращі досягнення радянського кораблебудування 1960-х років.
З кінця 1960-х до початку 1990-х років було побудовано 90 кораблів п'яти основних серій, у тому числі 76 МПК проєктів 1124, 1124М і 14 ПСКР проєкту 1124П
.

## Історія проєктування

### Тактико-технічне завдання
ТТЗ на проєктування МПК під шифром «Альбатрос» було видано Зеленодольському ЦКБ-340 в 1963 році. Головним конструктором проєкту був призначений керівник бюро Юрій Нікольський.
Особлива увага в ТТ3 приділялася обмеженню до 800 тонн тоннажності майбутнього корабля, забезпеченню можливості тривалої підтримки відносно невисокої швидкості ходу при пошуку підводного човна противника, а також здатності швидкого розвитку швидкості повного ходу до 35 вузлів при його атаці.
Згідно з ТТЗ проєкту, на кораблі повинна була бути встановлена гідроакустична станція кругового пошуку з антеною випромінювача в підкільному обтікачі, потужна буксируєма ГАС, комплект мінно-торпедного озброєння, зенітно-ракетний і артилерійський комплекси самооборони
.

### Ескізний проєкт
При розробці ескізного проєкту корабля були використані прогресивні для свого часу технічні рішення в галузі корабельної енергетики, запропоновані групами конструкторів під керівництвом Олександра Кунаховича і Анатолія Мишакіна. Зокрема, як головний двигун була обрана комбінована дизель-газотурбінна установка, яка складалася з двох дизелів крейсерського ходу і форсажної газової турбіни
.
До складу протичовнового озброєння були включені дві реактивні бомбометні установки РБУ-6000, два двотрубних поворотних 533-мм торпедних апарати і глибинні бомби. На кораблі були розміщені підкільна ГАС «Аргунь» і буксируєма ГАС «Шелонь».
З засобів самооборони на «Альбатросах» пропонувалося встановити ЗРК «Оса-М» (4К33) з боєкомплектом у 20 зенітних керованих ракет 9М3З і артилерійську установку 3ІФ-72 (АК-725).
У червні 1964 року командуванням ВМФ СРСР і керівництвом міністерства суднобудівної промисловості було розглянуто і затверджено представлений конструкторами ескізний проєкт малого протичовнового корабля
.

### Технічний проєкт
Технічний проєкт МПК проєкту 1124 був виконаний у 1965 році і затверджений літом 1966 року. Підсумком розробки технічного проєкту стала реалізація практично всіх вимог ТТЗ ВМФ. Конструктори створили «потужно озброєний швидкохідний протичовновий корабель» і вклалися в повну водотоннажність до 900 тонн.
Постановою ЦК КПРС і Ради Міністрів СРСР № 680—280 від 10 серпня 1964 року було прийнято рішення про будівництво головного корабля проєкту 1124. Договірний технічний проєкт 1124 за результатами випробувань головного корабля в 1970 році був відкоригований і остаточно оформлений в 1972 році.

## Серійне будівництво

### Проєкт 1124
Головним кораблем проєкту 1124 став МПК-147, який увійшов до складу ВМФ СРСР 25 вересня 1967 року.
Всього Військово-морський флот СРСР замовив суднобудівній промисловості 38 кораблів проєкту 1124. 19 з них були побудовані на Зеленодольському суднобудівному заводі ім. О. М. Горького (СБЗ № 340), 5 — на Київському суднобудівному заводі «Ленінська кузня» і 14 — на Хабаровському суднобудівному заводі імені С. М. Кірова (СБЗ № 876).
| Ракетне        | 1х2 ПУ ЗРК «Оса-М» (20 ракет 9М-33)                                                                                             |
| Артилерійське  | 1х2 57-мм АУ АК-725 (боєкомплект 500 снарядів), 1х6 30-мм АУ АК-630М (боєкомплект 2000 снарядів) — тільки на кораблях 2-ї серії |
| Мінно-торпедне | 2х2 533-мм ТА ДТА-5Э-1124, 2х12 213-мм РБУ-6000, до 18 морських мін загородження або до 12 глибинних бомб типу ББ-1 чи БПС      |
| Радіолокаційне | загального виявлення МР-302, навігаційна «Дон», стрільбова (АК) МР-103 або МР-123 — на кораблях 2-ї серії                       |
| Гідроакустичне | МГ-322 з підкільною антеною, МГ-339 з опускаємою антеною                                                                        |

МПК проєкту 1124 першої серії (англ. Grisha-І за класифікацією НАТО) мав на озброєнні ЗРК «Оса-М» в носовій частині корпусу. Одна двоствольна баштова артилерійська установка АК-725 розміщувалася в кормі. Управління стрільбою АК-725 здійснювалося РЛС МР-103 «Барс» з максимальною дальністю виявлення цілі 40 км, яка також розміщувалася на кормовій надбудові. Як РЛС виявлення повітряних і надводних цілей на фок-щоглі корабля була встановлена РЛС МР-302 «Рубка». Основу гідроакустичного озброєння становили підкільна ГАС МГ-322 «Аргунь» (працювала в режимі ехопеленгування) і опускаєма ГАС МГ-339 «Шелонь» в кормовій надбудові, яка працювала тільки в режимі «стоп». Основу протичовнового озброєння складали розташовані побортно двотрубні поворотні торпедні апарати ДТА-5Э-1124 і дві РБУ-6000 на носовій частині надбудови корабля.
МПК проєкту 1124 другої серії (англ. Grisha-ІІІ за класифікацією НАТО) будувалися починаючи з тринадцятого корпусу. Вони оснащувалися новим артилерійським комплексом АК-725-МР-123, який включав крім АК-725, 30-мм шестиствольну АУ ППО АК-630 з дальністю стрільби до 4 км. Управління обома артилерійськими установками здійснювалося РЛС МР-123 «Вимпел».

### Проєкт 1124П
З 1972 року було розпочато будівництво «Альбатросів» проєкту 1124П (англ. Grisha-ІІ за класифікацією НАТО) — прикордонних сторожових кораблів, що призначалися для Морчастин прикордонних військ КДБ СРСР.
| Артилерійське  | 2х2 57-мм АУ АК-725 (боєкомплект 1000 снарядів)                        |
| Мінно-торпедне | 2х2 533-мм ТА ДТА-5Э-1124, 2х12 213-мм РБУ-6000                        |
| Радіолокаційне | загального виявлення МР-302, стрільбова (АК) МР-103, навігаційна «Дон» |
| Гідроакустичне | МГ-322Т з підкільною антеною, МГ-339Т з опускаємою антеною             |
| РТР і РЕБ      | станція РТР «Бізань-4Б»                                                |

Від базового проєкту кораблі відрізняла відсутність ЗРК самооборони (замість нього в носі розмістили другу АУ АК-725) і наявність ходового містка замість стрільбової РЛС. Для доставки оглядових груп в склад озброєння було включено два швидкохідних катери
.
Зеленодольським суднобудівним заводом було побудовано дванадцять ПСКР цього проєкту.

### Проєкт 1124М
У 1976 році був розроблений проєкт 1124М (англ. Grisha-IV за класифікацією НАТО) — найрадикальніша модифікація проєкту 1124.
Кораблі цього проєкту оснащувалися сучаснішими зразками озброєння і радіоелектронними засобами. Модернізація проєкту призвела до значного перевантаження і збільшення тоннажу. Не зважаючи на усі зусилля конструкторів (довелося навіть зняти одну РБУ), стандартна тоннажність корабля зросла майже на 10%.
| Ракетне        | 1х2 ПУ ЗРК «Оса-МА» (20 ракет 9М-33М), 4 пости ПЗРК МТУ-4                                                                  |
| Артилерійське  | 1х1 76-мм АУ АК-176 (боєкомплект 550 снарядів), 1х6 30-мм АУ АК-630М (боєкомплект 2000 снарядів)                           |
| Мінно-торпедне | 2х2 533-мм ТА ДТА-5Э-1124, 1х12 213-мм РБУ-6000, до 18 морських мін загородження або до 12 глибинних бомб типу ББ-1 чи БПС |
| Радіолокаційне | загального виявлення МР-320В, стрільбова (АК) МР-123, навігаційна «Дон»                                                    |
| Гідроакустичне | МГ-335С з підкільною антеною, МГ-339Т з опускаємою антеною                                                                 |
| РТР і РЕБ      | станція РТР «Бізань-4Б» |

Кораблі проєкту мали на озброєнні нову 76-мм АУ АК-176, переносні зенітні ракетні комплекси «Стріла-3» і потужнішу РЛС загального виявлення МР-320 «Топаз-2В» з дальністю виявлення цілей 100 км по повітряним і 40 км по морським. Замість підкільної гідроакустичної станції «Аргунь» кораблі отримали нову ГАС «Платина» з дальністю виявлення підводних цілей до 15 км
.
МПК 1124М будувалися в трьох модифікаціях 1124МЕ, 1124МУ і 1124.4.
До 1994 року було побудовано 38 кораблів проєктів 1124М, 1124МЕ і 1124МУ, з них 5 кораблів були отримані від Хабаровського суднобудівного заводу морськими частинами прикордонних військ КДБ СРСР. Від базового проєкту 1124М прикордонні кораблі відрізнялися відсутністю ЗРК самооборони і посиленим зенітним артилерійським озброєнням — на кораблях був додатково встановлено ще один 30-мм автомат АК-630.
Крім п'яти основних серій в складі ВМФ СРСР були ще два дослідних кораблі — МПК-104 (проєкт 1124К) побудований для випробування в Чорному морі ЗРК 3К95 «Кінжал» і МПК-5 для випробувань протичовнового ракетного комплексу РПК-5 «Ливень».

### Проєкт 1124МУ
Останні два кораблі з серії проєктів 1124 «Луцьк» і «Тернопіль» були добудовані ВАТ «Ленінська кузня» (Київ) для ВМС України в 1990-х роках. Вони представляють проєкт 1124МУ (англ. Grisha-V за класифікацією НАТО). Будівництво кораблів цієї модифікації було розпочато в 1982 році.
| Ракетне        | 1х2 ПУ ЗРК «Оса-МА» (20 ракет 9М-33М), 2 пости ПЗРК МТУ-4 (8 ракет 9К32)                                                            |
| Артилерійське  | 1х1 76-мм АУ АК-176 (боєкомплект 550 снарядів), 1х6 30-мм АУ АК-630М (боєкомплект 2000 снарядів), 1x1 45-мм гармата КМ-21 (салютна) |
| Мінно-торпедне | 2х2 533-мм ТА ДТА-5Э-1124, 1х12 213-мм РБУ-6000, до 18 морських мін загородження або до 12 глибинних бомб типу ББ-1 чи БПС          |
| Радіолокаційне | загального виявлення МР-775, стрільбова (АК) МР-123-01, навігаційна «Дон», СУС ЗРК 4Р-33МА                                          |
| Гідроакустичне | МГ-335С з підкільною антеною, МГ-339Т з опускаємою антеною                                                                          |
| РТР і РЕБ      | станція РТР «Бізань-4Б», комплекс РЕБ МП-405, 2х16 82-мм комплекс ПК-16                                                             |
| Оптоелектронне | система «Спектр-Ф» |

МПК проєкту 1124МУ отримали РЛС МР-755 «Фрегат-МА-1» зі складною формою сигналу при пониженій його потужності, яку прийняли на озброєння в 1982 році. Крім того вони були оснащені системою попередження про лазерне опромінювання «Спектр-Ф». Для покращення керованості корабля при роботі ГАС «Шелонь-Т» кораблі обладнані підрулюючим пристроєм «Поворот-159».

## Корвети модифікацій проєкту 1124 у ВМС України
| Назва                | Бортовий №           | Виробник              | В складі флоту                                | Примітки             |                      |
| Проєкт 1124М — 2 (2) | Проєкт 1124М — 2 (2) | Проєкт 1124М — 2 (2)  | Проєкт 1124М — 2 (2)                          | Проєкт 1124М — 2 (2) | Проєкт 1124М — 2 (2) |
| -------------------- | -------------------- | --------------------- | --------------------------------------------- | -------------------- | -------------------- |
| Тернопіль            | U209                 | СБЗ «Ленінська кузня» | в ВМСУ з 15.02.2006                           | в строю              |                      |
| Луцьк                | U205                 | СБЗ «Ленінська кузня» | в ВМСУ з 30.12.1993                           | в строю              |                      |
| Проєкт 1124П — 2 (1) |                      |                       |                                               |                      |                      |
| Вінниця              | U206                 | Зеленодольський СБЗ   | в МЧ ПВ КДБ з 31.12.1976, в ВМСУ з 19.01.1996 | списаний             |                      |
| Ізмаїл               | U205                 | Зеленодольський СБЗ   | в МЧ ПВ КДБ з 17.02.1981, в ВМСУ з 19.01.1996 | списаний             |                      |
| Проєкт 1124 — 2 (0)  |                      |                       |                                               |                      |                      |
| Херсон               | U210                 | Зеленодольський СБЗ   | в ВМФ СРСР з 08.02.1972, в ВМСУ з 01.08.1997  | списаний             |                      |
| Суми                 | U209                 | Зеленодольський СБЗ   | в ВМФ СРСР з 28.12.1974, в ВМСУ з 01.08.1997  | списаний             |                      |

Примітка: в рядках «Проєкт» вказана загальна кількість одиниць проєкту, в дужках — кількість в бойовому складі ВМС.

### «Тернопіль»
| U209 «Тернопіль» (заводський № С-013) Закладений 23.04.1991. Спущений на воду 15.03.2002. Введений в склад флоту 16.02.2006. |

Корвет «Тернопіль» — найновіший  корабель ВМС України. Спущений на воду 15 березня 2002 року. У 2005 році був відбуксований по Дніпру з Києва до Херсона, а потім — в Севастополь, в головну базу ВМС, для проведення приймально-здавальних випробувань. Під час випробувань корвет здійснив 10 виходів у море, пройшов 1668 морських миль.
Наказом міністра оборони України № 86 від 15.02.2006 р. корабель введений до бойового складу ВМС ЗС України.
Був один із найбільш «ходових» кораблів флоту. Відразу після введення в склад ВМС корвет двічі побував у Середземному морі. Перший похід відбувся наприкінці 2006 року для тренінгу — «орієнтування у місії» (англ. Mission Oriented Training/MOT) — екіпаж українського корвета на практиці проводив відпрацювання тактичних епізодів, подібних тим, що здійснюються кораблями ВМС країн НАТО у рамках антитерористичної операції НАТО в Середземному морі «Активні зусилля» (англ. Active Endevour). З травня по липень 2007 року корвет «Тернопіль» вперше взяв у ній участь вже як повноправний член операції. В подальшому «Тернопіль» брав участь в операції «Активні зусилля» регулярно в 2008, 2009 і 2010 роках

.

### «Луцьк»
| U205 «Луцьк» (заводський № С-012) Закладений 26.12.1992. Спущений на воду 22.05.1993. Введений в склад флоту 12.02.1994. До липня 1994 р. носив бортовий № 400, до січня 2007 р. — U200. |

Корвет «Луцьк» — один з перших кораблів ВМС України і до останнього часу був одним з найбільш використовуваних кораблів флоту. Його спуск на воду відбувся 22 травня 1993 року. Після чого, з 14 по 16 листопада корвет, у супроводі заводських буксирів був переведений по Дніпру в порт Миколаїв, звідки 21 листопада, після остаточної перевірки механізмів і готовності екіпажу до виходу в море, здійснив самостійний перехід в головну базу флоту — порт Севастополь. 30 грудня відбулося підписання акту про прийняття корабля до складу Військово-Морських Сил України. Прапор ВМС піднятий 12 лютого 1994 року. З цього дня корвет «Луцьк» влився у навчально-бойову діяльність флоту

- липень 1994 р. — участь у міжнародних навчаннях «Бриз—94» (Болгарія).
- серпень 1995 р. — участь у міжнародних навчаннях «Бриз—95» (Болгарія).
- серпень 1996 р. — участь у навчаннях «Море—96».
- січень 1997 р. — виконання першої в історії ВМСУ ракетної стрільби.
- квітень 1997 р. — участь у спільному збір-похід із загоном кораблів ЧФ Росії.
- липень 1997 р. — участь у міжнародних навчаннях «Кооператив партнер—97» (Болгарія).
- серпень 1997 р. — участь у міжнародних навчаннях «Сі Бриз—97»
- листопад 1997 р. — участь у спільному збір-похід із загоном кораблів ЧФ Росії.
- квітень 1998 р. — участь в спільному збір-похід кораблів ЧФ Росії.
- червень 1998 р. — участь у міжнародних навчаннях «Кооператив партнер—98» (Румунія).
- листопад 1998 р. — участь у міжнародних навчаннях «Сі Бриз—98».
- квітень 1999 р. — участь у збір-поході.
- серпень 1999 р. — участь у міжнародних навчаннях «Фарватер миру—99».
- вересень 1999 року. — участь у навчаннях «Дуель—99».
- квітень 2000 р. — участь у збір-поході.
- червень 2000 р. — участь у міжнародних навчаннях «Кооператив партнер—2000».
- липень 2000 р. — участь у міжнародних навчаннях «Бриз—2000».
- вересень 2000 р. — участь у міжнародних навчаннях «Чорноморське партнерство—2000» (Туреччина).
- 2001 рік — участь у міжнародних навчаннях «Фарватер миру—2001», навчаннях «Дуель—2001»
- 2002 рік — міжнародні навчання «Сі Бриз—2002», збір-похід.
- 2003 рік — навчання «Фарватер миру—2003», «Кооператив партнер—2003» і «Чорноморське партнерство—2003».
- 2004 рік — збір-похід кораблів ВМС України, навчання «Кооператив партнер-2004».
- 2005 рік — участь у навчаннях «Реакція—2005».
- 2007 рік — участь в антитерористичній операції НАТО «Активні зусилля» в Середземному морі.

### «Вінниця»
| U206 «Вінниця» (заводський № 775) Закладений 23.12.1975. Спущений на воду 12.09.1976. Введений в склад флоту 31.12.1976. Екс ПСКР «Днепр» Морських частин прикордонних військ. В складі ВМС України з 19.01.1996. |

Корвет «Вінниця» в складі морських частин прикордонних військ КДБ СРСР з вересня 1976 року як прикордонний сторожовий корабель «Днепр» 5 окремої Балаклавської бригади прикордонних сторожових кораблів МЧ КДБ СРСР. Брав участь в охороні державного кордону, економічної зони СРСР і рибальських промислів біля узбережжя Кримського півострова у Чорному морі.

- 1977 рік — перебував у кампанії в районі Чорного моря від острова Зміїний до Керченської протоки.
- 1978 рік — в кампанії в районі Чорного моря від порту Одеса до порту Новоросійськ.
- 1979 рік — в кампанії в районі Чорного моря від мису Тарханкут до порту Новоросійськ.
- 1980 рік — в кампанії в районі Чорного моря від мису Тарханкут до порту Очамчира.
- 1981 рік — в кампанії у районі Південного узбережжя Криму.

У червні 1992 року увійшов до складу Морських частин Державного комітету з охорони кордону України.
Військово-морський прапор України на кораблі було піднято 19 січня 1996 року. Корабель перекласифікований в корвет і перейменований на «Вінницю». Після передачі корабля ВМСУ корвет «Вінниця» брав участь у багатьох багатонаціональних навчаннях

- липень 1996 р. — участь у міжнародних навчаннях «Кооператив партнер—1996».
- серпень 1996 р. — участь у навчаннях «Море—96».
- серпень-вересень 1996 р. — участь у міжнародних навчаннях «Класика—96» (Констанца, Румунія).
- квітень 1998 р. — участь у спільному збір-похід із загоном кораблів ЧФ Росії.
- квітень 1999 р. — участь у збір-поході.
- серпень 1999 р. — участь у міжнародних навчаннях «Фарватер миру—99».
- квітень 2000 р. — участь у збір-поході.
- червень 2000 р. — участь у міжнародних навчаннях «Кооператив партнер—2000».
- 2002 рік — міжнародні навчання «Сі Бриз—2002», «Фарватер-Форпост—2002», збір-похід.
- 2003 рік — навчання «Бриз—2003», «Фарватер миру—2003», «Кооператив партнер—2003» і «Чорноморське партнерство—2003». Взяв участь в активації чорноморської військово-морської групи за викликом (ЧВМГ) BLACKSEAFOR, в ході якої здійснив заходи до портів причорноморських держав.
- 2007 рік — участь у стратегічних навчаннях «Артерія—2007».

### «Ізмаїл»
| U205 «Ізмаїл» (заводський № 777) Закладений 12.09.1978. Спущений на воду 22.06.1980. Введений в склад флоту 17.02.1981. Екс ПСКР Морських частин прикордонних військ. В складі ВМС України з 19.01.1996. З 1996 по 2005 рік носив найменування «Чернігів». Виключений зі складу флоту в 2005 році. |

Корвет «Ізмаїл» в складі морських частин прикордонних військ КДБ СРСР з лютого 1981 року як прикордонний сторожовий корабель 5 окремої Балаклавської бригади прикордонних сторожових кораблів МЧ КДБ СРСР. Брав участь в охороні державного кордону, економічної зони СРСР і рибальських промислів біля узбережжя Кримського півострова у Чорному морі.
Протягом 1981–1989 років був на бойових службах 1053 доби. Оглянув 5459 суден, з них затримав 296, у тому числі 14 іноземних шхун.
Двічі, 10 березня 1986 року і 12 лютого 1988 року в складі КУГ спільно з кораблями Чорноморського флоту брав участь у витісненні з територіальних вод СРСР загону бойових кораблів ВМС США (крейсера КРЗ «Йорктаун» (англ. USS Yorktown) і есмінця «Керон» (англ. USS Caron).
В квітні 1986 року в складі групи ПСКР («Ізмаїл», ПСКР-629, ПСКР-105) при пошуку іноземного передавача в районі мису Тарханкут встановив контакт з невстановленим підводним човном (як пізніше стало відомо — пч ВМС Туреччини «Йылдырай» (тур. TCG Yıldıray S-350) та протягом 22 годин супроводжував його. Наступного разу «Ізмаїл» виявив і супроводжував невстановлений підводний човен в 1989 році в районі мису Чауда

У червні 1992 року увійшов до складу Морських частин Державного комітету з охорони кордону України, де також активно брав участь у охороні державного кордону. В лютому 1992 року кораблем була затримана перша турецька шхуна «Чинакчи-Огуларі»(?) (тур. Chinakchi-Oğulları), яка вела браконьєрський вилов камбали-калкана в українській економічній зоні. До 1996 року неодноразово брав участь у операціях проти іноземних браконьєрів.
Військово-морський прапор України на кораблі було піднято 19 січня 1996 року. Корабель перекласифікований в корвет і перейменований на «Чернігів». Після передачі корабля ВМСУ корвет «Чернігів» брав участь у багатьох багатонаціональних навчаннях

- липень 1996 р. — участь у міжнародних навчаннях «Кооператив партнер—1996».
- серпень 1996 р. — участь у навчаннях «Море—96».
- серпень-вересень 1996 р. — участь у міжнародних навчаннях «Класика—96» (Констанца, Румунія).
- квітень 1998 р. — участь у спільному збір-похід із загоном кораблів ЧФ Росії.
- квітень 1999 р. — участь у збір-поході.
- серпень 1999 р. — участь у міжнародних навчаннях «Фарватер миру—99».
- квітень 2000 р. — участь у збір-поході.

Через відсутність фінансування і неможливість докового ремонту корвет «Чернігів» був виключений із складу флоту та списаний в 2005 році. Перед списанням кораблю було повернуте найменування «Ізмаїл», а ім'я «Чернігів» було передане морському тральщику проєкту 266М «Жовті Води».

### «Херсон»
| U210 «Херсон» (заводський № 100) Закладений 30.10.1968. Спущений на воду 30.05.1971. Введений в склад флоту 31.12.1971. Екс МПК-52 Чорноморського флоту СРСР. В складі ВМС України з 01.08.1997. Виключений зі складу флоту в 1999 році. |

Корвет «Херсон» увійшов в корабельний склад ЧФ СРСР як МПК-52 8 лютого 1972 року і був включений до складу 400 дивізіону протичовнових кораблів 68 бригади кораблів охорони водного району Чорноморського флоту, в складі якого брав активну участь у навчально-бойовій діяльності флоту — МПК шість разів виходив на бойову службу в Середземне море, пройшов понад 80 000 миль і тричі завойовував приз ГК ВМФ СРСР за протичовнову підготовку. 13 березня 1987 року в результаті триденного пошуку човна в складі КПУГ (МПК-52, МПК-127 і МПК-93) МПК-52 виявив на дистанції 13 км підводну ціль. В результаті майже доби переслідування турецький підводний човен був змушений зайти в територіальні води Туреччини і спливти на поверхню
.
Під час розділу Чорноморського флоту СРСР корабель було призначено для передачі Військово-Морським Силам України і саме тому за короткий проміжок часу добряче розкрадено. Через відсутність коштів на ремонт привести корвет до ладу не вдалося. 8 вересня 1999 року він був виключений зі складу Військово-Морських Сил України і утилізований.

### «Суми»
| U209 «Суми» (заводський № 712) Закладений 01.08.1972. Спущений на воду 02.06.1973. Введений в склад флоту 28.12.1974. Екс МПК-43 Чорноморського флоту СРСР. З 1983 по 1991 рік — «Одеський комсомолець». В складі ВМС України з 01.08.1997. Виключений зі складу флоту в 1998 році. |

Корвет «Суми» увійшов в корабельний склад ЧФ СРСР як МПК-43 23 січня 1975 року і був включений до складу 400 дивізіону протичовнових кораблів 68 бригади кораблів охорони водного району Чорноморського флоту, в складі якого брав активну участь у навчально-бойовій діяльності флоту — МПК успішно ніс бойові служби в Середземному морі і на в ході в протоку Босфор, за період служби корабель пройшов понад 43 000 миль. В складі корабельних протичовнових ударних груп корабель чотири рази завойовував приз головкому ВМФ СРСР з протичовнової підготовки (останній — в 1989 році)
.
Під час отримання кораблів Чорноморського флоту СРСР ВМС України дістався в небоєготовому стані. Як і корвет «Херсон», через відсутність коштів на ремонт привести корабель до ладу не вдалося і відразу після прийняття в склад ВМС корабель був списаний і утилізований.

## «Альбатроси» в флотах інших держав
З 90-х років минулого сторіччя кораблі проєкту 1124 і його модифікацій не будуються. Однак декілька десятків кораблів 1124М проєкту продовжують служити в флотах пострадянських держав.

### МПК проєкту 1124М в ВМФ Росії
Більшість кораблів проєкту 1124М збереглася в складі ВМФ РФ. Станом на 2005 рік в Військово-Морському Флоті Росії нараховувалося 20 МПК проєкту 1124М і 4 МПК проєкту 1124, у тому числі в складі Чорноморського флоту — 6 одиниць
.
| Назва                             | Бортовий №                        | Проєкт                            | Спущений на воду                  | Назва                               | Бортовий №                          | Проєкт                              | Спущений на воду                    |
| 400 днпчк 68 брковр (Севастополь) | 400 днпчк 68 брковр (Севастополь) | 400 днпчк 68 брковр (Севастополь) | 400 днпчк 68 брковр (Севастополь) | 181 днпчк 184 брковр (Новоросійськ) | 181 днпчк 184 брковр (Новоросійськ) | 181 днпчк 184 брковр (Новоросійськ) | 181 днпчк 184 брковр (Новоросійськ) |
| --------------------------------- | --------------------------------- | --------------------------------- | --------------------------------- | ----------------------------------- | ----------------------------------- | ----------------------------------- | ----------------------------------- |
| Александровец (МПК-49)            | 059                               | 1124                              | 14.02.1982                        | Поворино (МПК-207)                  | 053                                 | 1124М                               | 06.05.1988                          |
| Муромец (МПК-134)                 | 064                               | 1124М                             | 10.12.1982                        | Ейск (МПК-217)                      | 054                                 | 1124М                               | 12.04.1989                          |
| Суздалец (МПК-118)                | 071                               | 1124М                             | 27.03.1983                        | Касимов (МПК-199)                   | 055                                 | 1124М                               | 07.12.1985                          |

Примітка: назви кораблів — російською мовою, в дужках — старі «радянські» назви. Джерело: Flot.sevastopol.info.

### Легкі фрегати проєкту 1124 у ВМС Литви
При розділі Балтійського флоту СРСР в 1993 році Литва отримала два кораблі проєкту 1124 2-ї серії — МПК-44 («Комсомолець Латвії») і МПК-108.
В ВМС Литви кораблі були перекласифіковані в легкі фрегати (лит. šviesos fregatos) і отримали назви F-11 «Жемайтіс» (лит. Žemaitis) і F-12 «Аукштайтіс» (лит. Aukštaitis) відповідно. Фрегат «Жемайтіс» списаний 22 жовтня 2008 року і утилізований. «Аукштайтіс» — списаний 18 листопада 2009 року і також утилізований.